# Linux Fest в Онтарио
Линукс-фест в Онтарио (Ontario Linux Fest) — ежегодная конференция, организуемая приверженцами ОС семейства GNU/Linux и открытого ПО для людей с такими же интересами. Впервые была проведена 13 октября 2007 года, а 1 сентября 2010 года было объявлено о ее прекращении.
Мероприятие проводится в виде конференции с обсуждением Linux и тем, связанных с ПО с открытым кодом. Дискуссии охватывают большой диапазон тем, начиная с технических обсуждений касательно программных проектов, молодых и недавно появившихся технологий, и вплоть до нетехнических тем, как, например, адвокатура, история и идеология.

## История
«Линукс-фест в Онтарио» был идеей Ричарда Уита и Джона Ван Остранда. Эта пара посетила LinuxFest в Огайо впервые в 2004 году, и они были приятно удивлены темой и проведением мероприятия. Несколько разных идей по поводу схожего мероприятия в Онтарио обсуждались по дороге домой из Огайо, но им не суждено было осуществиться до конца 2006 года, когда Джон Ван Остранд предпринял первые шаги в отношении организации «Линукс-феста в Онтарио».

## Дополнительные источники
- Официальный веб-сайт Linux Fest в Онтарио (англ.)  (Дата обращения: 30 октября 2009)